# Epicharis bicolor
Epicharis bicolor är en biart som beskrevs av Smith 1854. Epicharis bicolor ingår i släktet Epicharis och familjen långtungebin. Inga underarter finns listade i Catalogue of Life.